# C・ノーマン・ハモンド
C・ノーマン・ハモンド（C. Norman Hammond, 1878年3月2日 - 1941年6月5日）は、アメリカ合衆国の俳優である。本名チャールズ・ノーマン・ハモンド（Charles Norman Hammond）。

## 人物・来歴
カリフォルニア州サンタクララ郡サンノゼに生まれる。
最初のキャリアは舞台俳優で、1906年、The Prince of Indiaでブロードウェイ劇場の舞台に立っている記録がある。1911年には短篇映画に出演している。1915年にはユニヴァーサル・フィルム・マニュファクチュアリング・カンパニー（現在のユニバーサル・ピクチャーズ）に在籍し、ハリー・C・マシューズ監督の『野花姫』やフランク・ロイド監督の『白衣団』、フィリップス・スモーリー、ロイス・ウェバー夫妻が監督した『暗中鬼』に出演している。1916年に同社が設立した子会社・ブルーバード映画では、『文身美人』に主演したほか、『黒猫』にも出演し、いずれも日本でも公開された。
出演作は多く日本でも公開されたが、満44歳を迎える1922年には映画界を離れ、舞台演劇の世界に戻った。1939年、Miss Swan Expects でコート劇場の舞台に立ったのが、Internet Broadway Databaseでの最後の記録である。
1941年6月5日、ニューヨーク州ニューヨーク市で死去した。満63歳没。

## おもなフィルモグラフィ
すべて出演作である。

### 1910年代
- Hands Across the Sea in '76 : 監督ローレンス・B・マギル、主演ドロシー・ギブソン、1911年
- 『野花姫』 Such a Princess : 監督ハリー・C・マシューズ、主演エルシー・アルバート、1915年
- The Kingdom of Nosey Land : 監督ハリー・C・マシューズ、主演エルシー・アルバート、1915年
- 『白衣団』 The Gentleman from Indiana : 監督フランク・ロイド、主演ダスティン・ファーナム、1915年 - 出演・役 Judge Briscoe
- 『暗中鬼』 Where Are My Children? : 監督フィリップス・スモーリー / ロイス・ウェバー、主演タイロン・パワー・シニア、1916年 - 出演・役 Dr. William Homer
- What Love Can Do : 監督ジェイ・ハント、主演アデール・ファリントン、1916年 - 出演・役 Calvert Page
- 『文身美人』 The Grasp of Greed : 監督ジョセフ・ド・グラス、脚本アイダ・メイ・パーク、1916年 - 主演・役 John Meeson
- It Happened in Honolulu : 監督リン・F・レイノルズ、主演マートル・ゴンザレス、1916年 - 出演・役 Jim Crane
- Muggins : 監督クリフォード・S・エルフォルト、1916年
- 『浮世』 The Way of the World : 監督ロイド・B・カールトン、主演ホバート・ボスウォース、1916年 - 出演・役 Mr. Lake
- A Thousand Dollars a Week : 監督ウォーレス・ビアリー、脚本ベス・メレディス、主演カーター・デヘイヴン、1916年 - 出演・役 Roman Hero
- 『黒猫』 The Evil Women Do : 監督ルパート・ジュリアン、主演エルシー・ジェーン・ウィルソン、1916年 - 出演・役 Sir Thomas Elgin
- The Black Sheep of the Family : 監督ジェイ・ハント、主演フランセリア・ビリントン、1916年 - 出演・役 Madison Carmont
- 『異郷』 The Place Beyond the Winds : 監督ジョセフ・ド・グラス、主演ドロシー・フィリップス、1916年 - 出演・役 Nathan Glenn
- 『鉄路の娘』 Wolves of the Rail : 監督・主演ウィリアム・S・ハート、1918年 - 出演・役 David Cassidy
- Restitution : 監督ハワード・ゲイ、主演ロイス・ガードナー、1918年 - 出演・役 Modern Ruler
- 『ライオン・マン』 The Lion Man : 監督アルバート・ラッセル / ジャック・ウェルズ、主演キャスリーン・オコンナー、1919年 - 出演・役 Ching

### 1920年代
- 『消ゆる短剣』 The Vanishing Dagger : 監督エドワード・A・カル / J・P・マッゴワン、主演エディ・ポーロ、1920年 - 出演・役 Sir George Latimer
- 『漂泊の唄女』 The Smart Sex : 監督フレッド・ルローイ・グランヴィル、主演エヴァ・ノヴァク、1921年 - 出演・役 Mr. Vaughn
- 『勝手口から』 Through the Back Door : 監督アルフレッド・E・グリーン / ジャック・ピックフォード、主演メアリー・ピックフォード、1921年 - 出演・役 Jacques Lanvain
- 『猛獣と女』 The Man Tamer : 監督ハリー・B・ハーリス、主演グラディス・ウォルトン、1921年 - 出演・役 Bradley P. Caldwell Sr
- 『乱国の鐘』 The Bronze Bell : 監督ジェイムズ・W・ホーン、主演コートネー・フート、1921年 - 出演・役 Colonel Farrell
- Smiles Are Trumps : 監督ジョージ・マーシャル、主演モーリス・フリン、1922年 - 出演・役 Martino
- 『親切第一』 The Wise Kid : 監督トッド・ブラウニング、主演グラディス・ウォルトン、1922年 - 出演・役 Mr. Haverty
- 『ドクター・ジャック』 Dr. Jack : 監督フレッド・C・ニューメイヤー、主演ハロルド・ロイド、1922年 - 出演・役 Jamison - the Lawyer

## 関連事項
- ブロードウェイ劇場 （en:The Broadway Theatre）
- コート劇場 （en:Cort Theatre）

## 註
1. 1 2 3 4 5 6 7 8 9  C. Norman Hammond, Internet Movie Database （英語）, 2010年5月26日閲覧。
2. 1 2 3  C. Norman Hammond, Internet Broadway Database （英語）, 2010年5月26日閲覧。
3. ↑  『ブルーバード映画の記録』 : 製作・著・発行山中十志雄・塚田嘉信、1984年4月、p.60-63.